# Koke (cầu thủ bóng đá, sinh 1992)
Jorge Resurrección Merodio (phát âm tiếng Tây Ban Nha: [ˈxoɾxe resurekˈθjon meˈɾoðjo]; sinh ngày 8 tháng 1 năm 1992), thường được biết đến với tên gọi Koke ([ˈkoke]), là một cầu thủ bóng đá chuyên nghiệp người Tây Ban Nha hiện đang thi đấu ở vị trí tiền vệ cho đội tuyển bóng đá quốc gia Tây Ban Nha và là đội trưởng của câu lạc bộ La Liga Atlético Madrid.

## Thống kê sự nghiệp

### Câu lạc bộ
Tính đến ngày 22 tháng 5 năm 2021
| Câu lạc bộ          | Mùa giải            | Giải đấu            | Giải đấu | Giải đấu | Cúp quốc gia | Cúp quốc gia | Châu Âu | Châu Âu | Tổng cộng | Tổng cộng |
| Câu lạc bộ          | Mùa giải            | Hạng                | Trận     | Bàn      | Trận         | Bàn          | Trận    | Bàn     | Trận      | Bàn       |
| ------------------- | ------------------- | ------------------- | -------- | -------- | ------------ | ------------ | ------- | ------- | --------- | --------- |
| Atlético Madrid     | 2009–10             | La Liga             | 4        | 0        | 0            | 0            | 0       | 0       | 4         | 0         |
| Atlético Madrid     | 2010–11             | La Liga             | 17       | 2        | 2            | 0            | 0       | 0       | 19        | 2         |
| Atlético Madrid     | 2011–12             | La Liga             | 25       | 2        | 2            | 0            | 13      | 0       | 40        | 2         |
| Atlético Madrid     | 2012–13             | La Liga             | 33       | 3        | 7            | 0            | 8       | 0       | 48        | 3         |
| Atlético Madrid     | 2013–14             | La Liga             | 36       | 6        | 9            | 0            | 13      | 1       | 58        | 7         |
| Atlético Madrid     | 2014–15             | La Liga             | 34       | 2        | 6            | 0            | 9       | 2       | 49        | 4         |
| Atlético Madrid     | 2015–16             | La Liga             | 35       | 5        | 5            | 0            | 11      | 0       | 51        | 5         |
| Atlético Madrid     | 2016–17             | La Liga             | 36       | 4        | 6            | 1            | 12      | 0       | 54        | 5         |
| Atlético Madrid     | 2017–18             | La Liga             | 35       | 4        | 3            | 0            | 13      | 2       | 51        | 6         |
| Atlético Madrid     | 2018–19             | La Liga             | 30       | 3        | 3            | 0            | 8       | 3       | 41        | 6         |
| Atlético Madrid     | 2019–20             | La Liga             | 32       | 4        | 1            | 1            | 9       | 0       | 42        | 5         |
| Atlético Madrid     | 2020–21             | La Liga             | 37       | 1        | 0            | 0            | 8       | 0       | 45        | 1         |
| Tổng cộng sự nghiệp | Tổng cộng sự nghiệp | Tổng cộng sự nghiệp | 354      | 36       | 44           | 2            | 104     | 7       | 502       | 46        |

### Quốc tế
Tính đến 6 tháng 12 năm 2022
| Tây Ban Nha | Tây Ban Nha | Tây Ban Nha |
| Năm         | Trận        | Bàn         |
| ----------- | ----------- | ----------- |
| 2013        | 7           | 0           |
| 2014        | 8           | 0           |
| 2015        | 5           | 0           |
| 2016        | 10          | 0           |
| 2017        | 6           | 0           |
| 2018        | 8           | 0           |
| 2020        | 3           | 0           |
| 2021        | 14          | 0           |
| 2022        | 9           | 0           |
| Tổng cộng   | 70          | 0           |

## Danh hiệu
Atlético Madrid
- La Liga: 2013–14,[6] 2020–21[7]
- Copa del Rey: 2012–13[8]
- Supercopa de España: 2014;[9] á quân 2013,[10] 2019–20
- UEFA Europa League: 2011–12,[11] 2017–18[12]
- UEFA Super Cup: 2012,[13] 2018[14]
- UEFA Champions League á quân: 2013–14,[15] 2015–16[16]

U17 Tây Ban Nha
- FIFA U-17 World Cup Hạng ba: 2009[17]

U19 Tây Ban Nha
- UEFA European Under-19 Championship á quân: 2010[18]

U21 Tây Ban Nha
- UEFA European Under-21 Championship: 2013[19]